# Eosentomon ceylonicum
Eosentomon ceylonicum är en urinsektsart som beskrevs av Josef Nosek 1976. Eosentomon ceylonicum ingår i släktet Eosentomon och familjen trakétrevfotingar. Inga underarter finns listade i Catalogue of Life.